# Igor Duljaj
Igor Duljaj (Topola, RFS de Yugoslavia, 29 de octubre de 1979) es un exfutbolista y entrenador serbio que jugaba de centrocampista. Actualmente está sin club.
Durante su carrera futbolística, Duljaj jugó solo con tres clubes, Partizán, Shajtar Donetsk y Sevastopol. Ganó 14 títulos importantes a nivel de clubes, incluida la Copa de la UEFA 2008-09.
A nivel internacional, Duljaj disputó 47 partidos con Serbia (y sus predecesores). Además, representó a Serbia y Montenegro en la Copa Mundial de la FIFA 2006.

## Carrera como jugador
Igor Duljaj, que actuó de centrocampista realizando labores defensivas, empezó su carrera futbolística en las categorías inferiores del Partizan de Belgrado. Duljaj es probablemente el mejor centrocampista defensivo que salió de la cantera del Partizán en los años 90, ya que superó todas las selecciones del club. En la temporada 1997-98, fue ascendido al equipo principal, apareciendo en cinco partidos de liga y anotando una vez. Se convirtió en un habitual del primer equipo en su tercer año, acumulando 41 apariciones en todas las competiciones y anotando un gol en la liga. En el transcurso de las siguientes tres temporadas, fue un miembro insustituible del equipo que ganó la Copa de Serbia y dos campeonatos consecutivos en 2002 y 2003. Posteriormente, ayudó al equipo a avanzar a la fase de grupos de la Liga de Campeones de la UEFA 2003-04, eliminando al Newcastle United en la última ronda de clasificación.
En invierno de 2004 se marcha a jugar a Ucrania con su actual club, el Shajtar Donetsk, que pagó 4 millones de euros por el traspaso. Firmó un contrato de cinco años con el club, reuniéndose con su excompañero de equipo del Partizan Zvonimir Vukić. Durante las siguientes siete temporadas, Duljaj ganó cuatro Liga Premier de Ucrania, dos Copa de Ucrania, dos Supercopa de Ucrania y una Copa de la UEFA. Acumuló un total de 195 apariciones en todas las competiciones y marcó seis goles.
En julio de 2010, Duljaj firmó con el club ucraniano Sevastopol. Pasó cuatro temporadas con el equipo, dos en la máxima categoría y dos en la segunda división, antes de retirarse del fútbol profesional.

## Selección nacional
Duljaj fue internacional con FR Yugoslavia en el nivel sub-18 y sub-21. También representó al país en la Copa Millenium a principios de 2001. Dirigido por el entrenador Ilija Petković, apareció en los cinco partidos de su equipo y anotó dos goles, ayudando al equipo a ganar el torneo.
Anteriormente, Duljaj hizo su debut internacional completo con Yugoslavia en una derrota amistosa por 2-1 contra Rumania el 15 de noviembre de 2000. Luego representó a su país en 47 ocasiones, siendo miembro del equipo en la Copa Mundial de la FIFA 2006.

## Carrera como entrenador
En el verano de 2016, Duljaj se unió al cuerpo técnico del Shajtar Donetsk, convirtiéndose en asistente del entrenador Paulo Fonseca. En diciembre de 2019, se anunció que Duljaj se uniría al personal de Savo Milošević en el Partizán.
El 16 de agosto de 2022, se anunció que Duljaj se convirtió en el nuevo entrenador del Teleoptik. No obstante, el 28 de febrero de 2023, fue nombrado al frente del Partizán tras la repentina marcha de Gordan Petrić.Antes del final de la temporada 2023-24, fue relevado en su cargo por decisión unánime tomada en una reunión de la junta directiva del club.

## Clubes

### Como jugador
| Club            | País       | Año       |
| --------------- | ---------- | --------- |
| Partizán        | Yugoslavia | 1997-2004 |
| Shajtar Donetsk | Ucrania    | 2004-2010 |
| Sevastopol      | Ucrania    | 2010-2014 |

### Como entrenador
| Club      | País   | Año       |
| --------- | ------ | --------- |
| Teleoptik | Serbia | 2022-2023 |
| Partizán  | Serbia | 2023-2024 |

## Palmarés

### Como jugador

#### Campeonatos nacionales
| Título                              | Club            | País       | Año     |
| ----------------------------------- | --------------- | ---------- | ------- |
| Copa de Serbia y Montenegro         | Partizán        | Yugoslavia | 1997-98 |
| Primera Liga de Serbia y Montenegro | Partizán        | Yugoslavia | 1998-99 |
| Copa de Serbia y Montenegro         | Partizán        | Yugoslavia | 2000-01 |
| Primera Liga de Serbia y Montenegro | Partizán        | Yugoslavia | 2001-02 |
| Primera Liga de Serbia y Montenegro | Partizán        | Yugoslavia | 2002-03 |
| Copa de Ucrania                     | Shajtar Donetsk | Ucrania    | 2003-04 |
| Liga Premier de Ucrania             | Shajtar Donetsk | Ucrania    | 2004-05 |
| Supercopa de Ucrania                | Shajtar Donetsk | Ucrania    | 2005    |
| Liga Premier de Ucrania             | Shajtar Donetsk | Ucrania    | 2005-06 |
| Liga Premier de Ucrania             | Shajtar Donetsk | Ucrania    | 2007-08 |
| Copa de Ucrania                     | Shajtar Donetsk | Ucrania    | 2007-08 |
| Supercopa de Ucrania                | Shajtar Donetsk | Ucrania    | 2008    |
| Liga Premier de Ucrania             | Shajtar Donetsk | Ucrania    | 2009-10 |
| Primera Liga de Ucrania             | Sevastopol      | Ucrania    | 2012-13 |

#### Campeonatos internacionales
| Título          | Club            | País    | Año     |
| --------------- | --------------- | ------- | ------- |
| Copa de la UEFA | Shajtar Donetsk | Ucrania | 2008-09 |